# 골디락스 행성

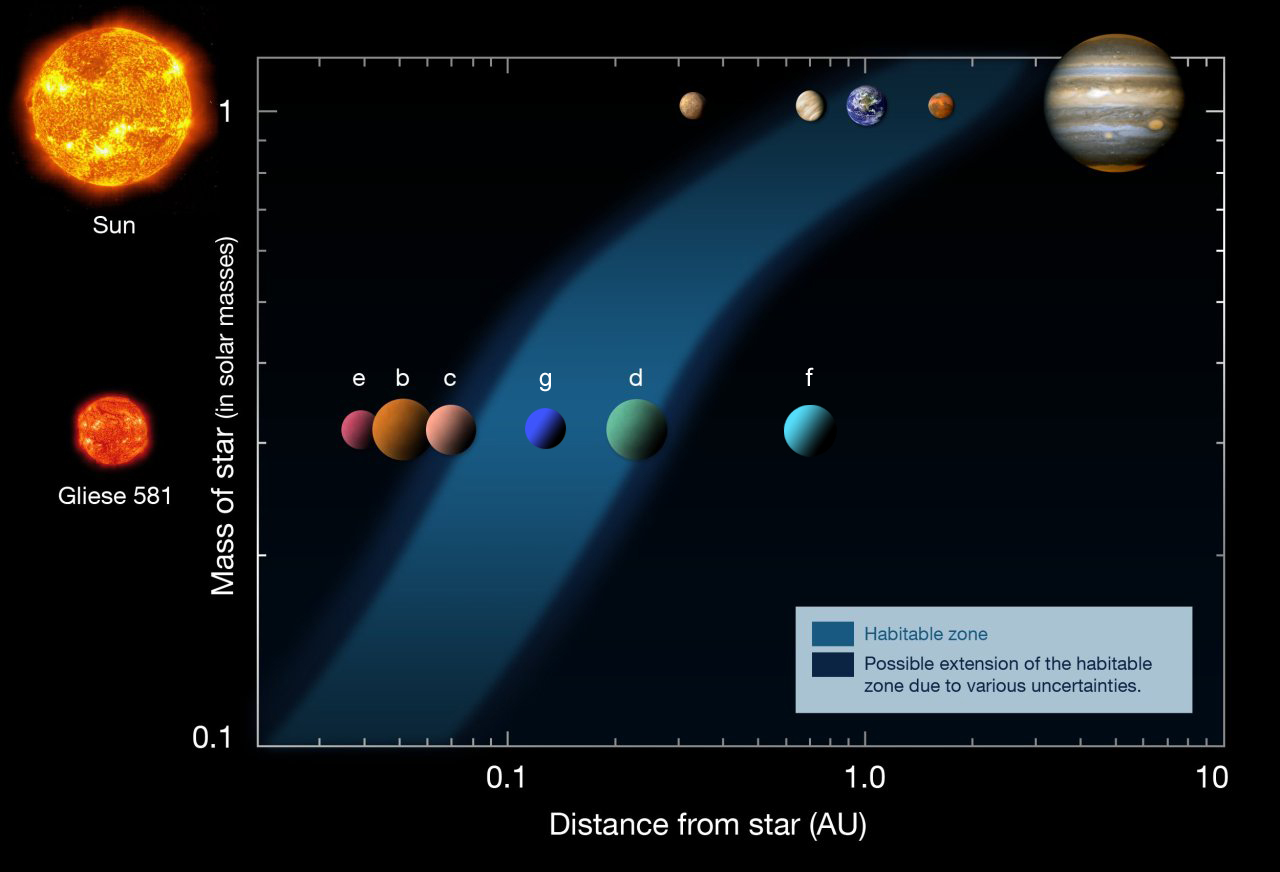
지구(위 청색 띠 안)는 생명체가 살기에 적합한 환경을 갖고 있다는 점에서 골디락스 행성의 표본이라고 할 수 있다. 지금까지 발견된 외계 행성들 중 가장 지구와 비슷한 환경을 지닐 것으로 생각되는 후보는 글리제 581 d(아래)이다.

골디락스 행성은 어떤 항성의 생물권 안을 돌고 있는 외계 행성을 다르게 표현한 말로, 종종 지구 정도 크기의 행성을 가리키는 말로 쓰인다.

## 어원
이 명칭은 《골디락스와 세 마리 곰》(Goldilocks and the Three Bears)이라는 이야기에서 따 온 것이다. 이 동화의 주인공인 소녀 골디락스는 숲 속에서 길을 잃고 헤매다가 빈 집을 찾아 들어갔다. 집 안 식당에는 죽 세 그릇이 있었는데 너무 뜨거운 것도 너무 차가운 것도 아닌, 적당하게 따뜻한 죽을 찾아 먹는다. 침실의 침대도 셋 중 딱딱하지도 너무 폭신하지도 않은, 적당히 부드러운 것을 선택한다. 마찬가지로 골디락스 행성은 '어머니 항성으로부터 너무 멀지도, 너무 가깝지도 않아서 적당하게 따뜻한 온도가 형성될 수 있는 위치를 도는 행성은 생명체가 번성하기에 알맞다'라는 의미를 담고 있다.

## 논점
골디락스 행성은 그 곳에 지성체가 살고 있든지, 아니면 먼 미래 그 곳을 인류가 개척, 제2의 지구처럼 꾸며서 살 수 있을 가능성이 있음을 고려할 때 천문학자들에게 있어 관심의 대상이 되고 있다. 드레이크 방정식의 변수 중 하나인 ne는 어떤 행성계 내에 생명을 품는 행성이 있을 확률이다. 태양계 밖에서 골디락스 행성들을 발견하는 것은 이전까지는 미지의 값으로 여겨져 온 해당 변수를 좀 더 선명하게 밝히는 데 도움이 될 것이다.
다만 변수의 크기에 대해서는 상반된 견해가 대립하고 있다. 변수의 값을 극히 작게 잡는 천문학자들은 '생명체가 발생하기 위해서는 단순히 행성이 생물권 내에 있는 것만으로는 부족하며, 여간해서는 일어나기 힘든 사건 및 정황들이 발생해야 한다'라고 주장한다. 이들의 논리를 정리한 것이 희귀한 지구 가설이다. 반대로 평범성의 원리를 신봉하는 자들은 변수의 값을 높게 잡는데, 이들은 우주에는 수많은 골디락스 행성들이 있고 마찬가지로 수많은 외계 지구가 존재할 것이라고 주장한다. 즉 지구는 특별한 존재가 아니라는 것이다.

## 탐사 계획
- 프랑스 CNES와 유럽 ESA이 주관하는 COROT 망원경이 2006년 발사되었다.

- 미국 NASA가 주관하는 케플러 우주 망원경이 2009년 발사되었다. 케플러 미션은 지구 크기의 골디락스 행성을 찾는 것을 주임무로 하고 있는데, 케플러 망원경을 이용하여 생물권 안에 있는 행성들을 연구하고 그 특징을 분석할 계획이다.[4]

- 2015년 유럽 우주국(ESA)은 다윈 우주 망원경을 발사할 계획이다. 다윈 계획은 4개에서 9개의 망원경을 사용할 예정이다.
- 처녀자리 70 b가 생물권 내를 돌고 있다는 이유로 '골디락스'라는 별명을 얻은 적이 있다. 그러나 이후 연구를 통해 이 행성은 생명체가 살기에는 지나치게 뜨거운 것으로 밝혀졌다.[5] 지금까지는 글리제 581 d의 환경이 생명체가 발생하기에 가장 적합한 것으로 여겨지고 있다.

## 같이 보기
- 글리제 581 g
- 행성 거주 가능성
- 희귀한 지구 가설
- 글리제 581c
- 오릴리아와 블루 문
- 슈퍼지구
- 케플러-438b

## 참고 문헌
- Charles H. Lineweaver, Yeshe Fenner, Brad K. Gibson (2004년 1월). '은하 생명체 거주 가능 구역과 우리 은하 내 복잡한 생명체의 연령 분포. Science 303 (5654): 59–62.